# Eberswalde (Marskrater)
Der Krater Eberswalde ist ein Einschlagkrater auf dem Mars. Er ist eines der wichtigen Zielgebiete für die Suche nach Lebensspuren auf dem Mars, da Überreste eines Flussdeltas in seinem Innern entdeckt wurden. Der Eberswalde-Krater liegt auf der Südhalbkugel des Planeten bei 24° Süd und 33° West. Benannt wurde er nach der Stadt Eberswalde in Brandenburg. Er wurde entdeckt von Michael C. Malin und Ken Edgett.

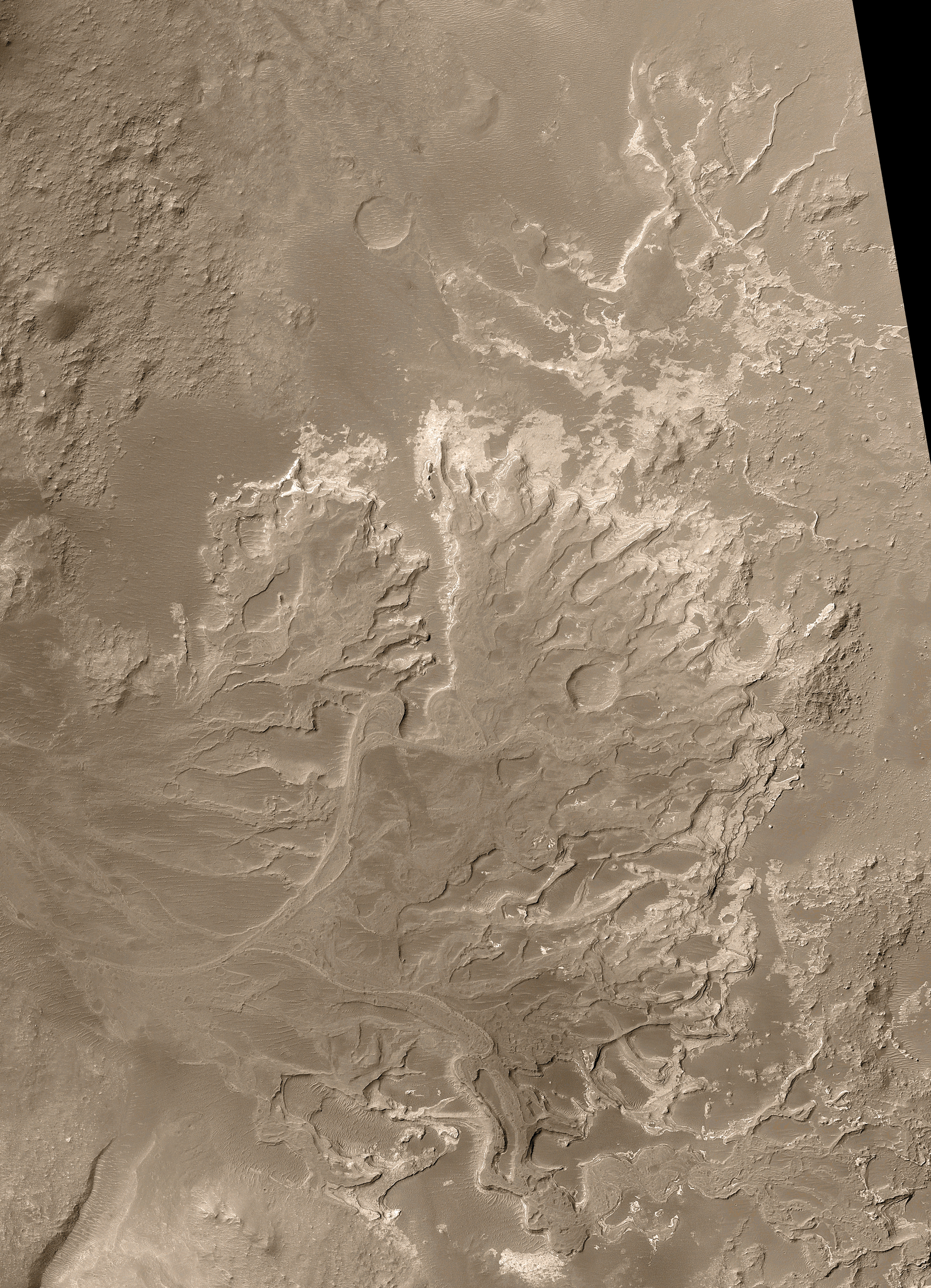
Ein Paläo-Flussdelta im Eberswalde-Krater aufgenommen vom Mars Global Surveyor.

Der Krater ist leicht elliptisch, sein Durchmesser beträgt 65 Kilometer. Marsforscher wie z. B. Timothy Parker vom kalifornischen Jet Propulsion Laboratory vermuten, dass sein Nachbarkrater, der Holden-Krater, und das Argyre-Einschlagbecken einst durch einen Fluss verbunden waren. Danach stand im 900 Kilometer großen Argyre-Becken vor Milliarden Jahren der Wasserpegel kilometerhoch – bis die Fluten überliefen und nordwärts abflossen. Das gewaltige Flusssystem soll über den Äquator hinaus bis nach Ares Valles gereicht haben, wo im Sommer 1997 die NASA-Sonde Mars Pathfinder in einem ausgetrockneten Überflutungsgebiet niederging.
Die Hypothese, dieser gewaltige Flusses hätte selbst den Nil an Länge übertroffen, ist umstritten. Die Existenz von flüssigem Wasser in einigen Teilbereichen des vorgeschlagenen Laufes wird dagegen weitgehend akzeptiert. Nach diesen Vorstellungen füllte einst ein See den Eberswalde-Krater. Geröll und Bodenmaterial gelangten über ein System von Zuflüssen in diesen See und wurden dort abgelagert. Im Mündungsbereich behinderten die Sedimente das nachströmende Wasser. Immer wieder spaltete sich der Fluss an den Hindernissen auf. Im Laufe der Zeit entstand so aus dem Labyrinth stehender und fließender Flussläufe samt ihren eingelagerten Inseln ein Flussdelta. Das Delta im Eberswalde-Krater wurde, ebenso wie der Holden-Krater, als eines von mehreren möglichen Landegebieten der amerikanischen Mission Mars Science Laboratory (MSL) „Rover Curiosity“ erwogen. Ausgewählt wurde allerdings der Gale-Krater.